# Parafia św. Jana Chrzciciela w Mazewie
Parafia św. Jana Chrzciciela w Mazewie – rzymskokatolicka parafia należąca do dekanatu Krośniewice w diecezji łowickiej.
Erygowana w XIV wieku.
W roku 1906 znaczna część wiernych mazewskiej parafii opowiedziała się za mariawityzmem, na skutek działalności o. Jana Marii Michała Kowalskiego, proboszcza w sąsiedniej parafii w Starej Sobótce, w latach 1905-1906. W Zieleniewie utworzona była kaplica mariawicka, obsługiwana przez duchowieństwo z parafii św. Mateusza Apostoła i Ewangelisty i św. Rocha Wyznawcy w Nowej Sobótce. Do dziś mariawici stanową znaczącą mniejszość wyznaniową na tym terenie.
Miejscowości należące do parafii: Daszyna, Drzykozy, Gąsiorów, Jarochów, Jarochówek, Łubno (część), Mazew, Mazew-Kolonia, Miroszewice, Nowa Żelazna, Nowy Sławoszew, Ogrodzona, Rzędków, Stara Żelazna, Stary Sławoszew, Walew, Zagróbki, Zieleniew i Żabokrzeki.